# ラチャプラロップ通り
ラチャプラロップ通り (ラチャプラロップどおり、Ratchaprarop Rd, ถนนราชปรารภ) は、タイのバンコクにある道路。
ラーチャダムリ通りとラチャウィティ通りの間の道路で、ラーチャダムリ地区とバスの発着拠点であるアヌサワリーを結んでいる。バンコクで二番目に高い高層ビルバイヨーク・タワーIIもこの通り沿いにある。

## 接続する主な道路
- ラチャウィティ通り
- ラーチャダムリ通り
- ペッブリー通り
- ニューペッブリー通り
- ディンデン通り
- ランナム通り

## 接続する駅・路線
- ラチャプラロップ駅（タイ国鉄東線・エアポート・レール・リンク）
- プラトゥナーム桟橋（センセープ運河船発着場）

## 周辺にある施設
- バイヨーク・タワー
- バイヨーク・タワーII
- プラトゥナーム市場
- プラトゥナームセンター